# Keszler-malom
A Keszler-malom Vászolyon (Veszprém megye), a Vászolyi-Séden található (ma Kossuth utca 10.), mely a Pécselyi-Sédbe torkollik, ami  közvetlenül a Balaton vizét táplálja. Vászoly felső három malma közül a középső. Ezek sorban: Király-malom, Keszler- vagy Kaposi-malom, Bagó-malom. Vászoly korábbi alsó három malma: Esküdt-, Sövény-, Nagy-malom.
A malom pontos idejének építése nem ismert, de nagy valószínűséggel a veszprémi káptalan épített itt malmokat a XII. század közepén, mikor a tihanyi apátságnak már három malma állhatott itt. Török időkben a vászolyi vízimalmokat rendszerint bérlők vagy a káptalan jobbágyai üzemeltettek évi bérmegállapodással, mely során a molnár köteles volt a malmot karbantartani, illetve jó minőségű őrleményt készíteni. A bérleti díjat gabonával vagy pénzzel egyenlítették ki Szent György- és Szent Mihály-napokon. A veszprémi káptalan számadáskönyvében a bérleti díjak 1534-ig pontosan vezetve voltak Wazol - Vászoly név alatt. 
Ekkor a malomnak egy 3 méter átmérőjű, 70-80 cm széles, cellás, felülcsapott vízikereke volt, 50 cm átmérőjű fatengelyre szerelve.
A vászolyi malmokban már az 1700-as években megjelentek a „gyatyaszárszitával” szerelt szitaszekrények, melyek többfajta liszt előállítását tudták biztosítani, igaz, a teljesítmény rovására: míg korábban a malom napi 4 mázsa lisztet tudott őrölni, ezt követően napi 2-3 mázsára volt képes.
Az 1800-as évek közepétől Vászolyon a káptalan igyekezett a malmoktól megszabadulni, és korszerűbb (Ganz-Mechwart-hengerszék), nagyobb malmokat építeni. 1869-ban a malmot Haiszán Ferenc vásárolta meg, kitől a korábbi bérlő, a híres Sövény molnár család bérelte tovább. 1890 után a malom Keszler József molnármester tulajdonába került. (1901-es műszaki leírás szerint ekkor a malomkerék átmérője már 5,1 méter volt.) Fia, Keszler Kálmán 1936-ban vette át a malmot édesapjától, aki a mesterséget apjától, illetve a balatonfüredi Kubicsek-malomban tanulta. A malom víz- és motorerőre volt szerelve - napi 15-20 mázsára növelve a teljesítményt –, azonban Keszler idővel sokat kínlódott a Diesel-motorokkal, és 1939-ben a malmot eladta Kaposi Gyulának.
A malmot 1951-ben államosították és le is állították (addig egy napon nem üzemelt a malom, a II. világháború idején). Innen a malom berendezése lassan az enyészetté lett (tanácsi, tsz-, majd újra magántulajdon), csak néhány gépet szállítottak el a kétegyházi mezőgazdasági gyűjtőhelyre és a békéscsabai gabonamúzeumba.